# Odontamblyopus lacepedii
Odontamblyopus lacepedii är en fiskart som först beskrevs av Temminck och Schlegel, 1845.  Odontamblyopus lacepedii ingår i släktet Odontamblyopus och familjen smörbultsfiskar. Inga underarter finns listade i Catalogue of Life.